# Equetus punctatus
Equetus punctatus är en fiskart som först beskrevs av Bloch och Schneider, 1801.  Equetus punctatus ingår i släktet Equetus och familjen havsgösfiskar. Inga underarter finns listade i Catalogue of Life.